# فلینگ، تاین و ور
فلینگ (به انگلیسی: Felling) یک روستا در بریتانیا است که در کلان‌شهر مستقل گیتس‌هد واقع شده‌است. فلینگ ۸٬۹۰۸ نفر جمعیت دارد.